# Elena Vaenga
Elena Vaenga ou Vaïenga (en russe : Елена Ваенга), née le 27 janvier 1977 à Severomorsk, est une chanteuse russe, auteur et actrice. Selon le journal russe Komsomolskaya Pravda, elle est l'une des chanteuses russes les plus populaires. Elena Vaenga est son nom de scène ; son vrai nom est Elena Vladimirovna Khrulyova. Son nom de scène correspond à l'ancien nom de sa ville de naissance Severomorsk.

## Carrière
Elena Vaenga est née à l'hôpital militaire de la flotte du Nord à Severomorsk. Ses parents travaillent sur un chantier naval à la production de sous-marins nucléaires : son père est ingénieur et sa mère chimiste. La famille au sens large est de tradition militaire et a été exposée à la Seconde Guerre mondiale. Sa grand-mère est témoin du siège de Leningrad. Son grand-père était employé dans une une unité de la défense aérienne et a participé, par exemple, en 1945, à la bataille d'Oranienbaum (nom changé en 1948 et devenu : Lomonossov).
Après le lycée, elle s'inscrit au Conservatoire Rimski-Korsakov de Saint-Pétersbourg.

## Engagements
Elle attire l'attention par ses déclarations d'ordre politique et social. Comme la chanteuse Valeria, le chanteur Oleg Gazmanov et Yossif Kobzon et d'autres célébrités de la culture russe, Elena Vaenga a critiqué l'action du groupe punk féministe Pussy Riot à Moscou qui avait profané le 21 février 2012  l'autel de la Cathédrale du Christ-Sauveur de Moscou. Elle écrira qu'elle n'était pas sûre que Jésus pouvait tout pardonner. Elle a commenté la condamnation de trois membres du groupe à deux années d'emprisonnement avec les mots simples: Je bois personnellement à la santé des juges qui les ont condamnés,.

## Musique et réponse du public
Elena Vaenga exploite un répertoire large. On note une influence occidentale mais aussi de musiques folkloriques russes. La musique traditionnelle a une place particulière. Ainsi, lors d'une présentation avec les Chœurs de l'Armée rouge, elle a chanté des classiques tels que l'hymne de la Grande guerre patriotique, Sviachtchennaïa Voïna (Guerre sacrée) ou le morceau Каким ты был, таким ты и остался - une fameuse chanson écrite par Mikhaïl Issakovski pour le film Les Cosaques de Kouban de 1949.

## Discographie
- 2003 — Portret (Портрет)
- 2003 — Fleita 1 (Флейта 1)
- 2005 — Fleita 2 (Флейта 2)
- 2005 — Belaja ptiza (Белая птица)
- 2006 — Schopen (Шопен)
- 2007 — Absent (Абсент)
- 2007 — Djuny (Дюны)
- 2008 — Klawischi (Клавиши)
- 2012 — Lena (Лена)
- 2015 — NEW